# Кузьмичёвский (Зиминский район)
Кузьмичёвский — исчезнувшее село на территории Хазанского сельского поселения Зиминского района.

## Население
Населённый пункт пришёл в упадок с закрытием узкоколейной железной дороги, по которой возили лес из предгорий Саян. По свидетельствам местных жителей участок закрылся в 1970 году. На топографической карте Генштаба СССР 1984 года отмечен как нежилой.